# 王战
王战（1952年—），男，汉族，浙江宁海人，中华人民共和国政治人物，曾任中共上海市委副秘书长、市委研究室主任、上海市社会科学院院长，第十一、十二届全国人民代表大会上海地区代表。

## 生平
毕业于复旦大学世界经济系世界经济学专业。2008年当选第十一届全国人大代表。2013年当选第十二届全国人大代表。